# Babinac (Kozarska Dubica)
Pour les articles homonymes, voir Babinac.
Babinac (en serbe cyrillique : Бабинац) est un village de Bosnie-Herzégovine. Il est situé dans la municipalité de Kozarska Dubica et dans la république serbe de Bosnie. Selon les premiers résultats du recensement bosnien de 2013, il compte 151 habitants.

## Démographie

### Évolution historique de la population dans la localité
| 1948 | 1953 | 1961 | 1971 | 1981 | 1991 | 2013 |
| ---- | ---- | ---- | ---- | ---- | ---- | ---- |
| 337  | 320  | 373  | 334  | 303  | 254, | 151  |

|  |